# Osternienburger Land
Osternienburger Land là một đô thị ở huyện Anhalt-Bitterfeld, bang Saxony-Anhalt, Đức. Đô thị này được lập ngày 1 tháng 1 năm 2010 thông qua việc sáp nhập các đô thị Chörau, Diebzig, Dornbock, Drosa, Elsnigk, Großpaschleben, Kleinpaschleben, Libbesdorf, Micheln, Osternienburg, Reppichau, Trinum, Wulfen và Zabitz.